# J3 League 2025
La J3 League 2025, también conocida  2025 Meiji Yasuda J3 League (Japonés: 2025 明治安田J3リーグ, Hepburn: 2025 Meiji Yasuda J3 Rīgu) por razones de patrocinio, es la décimosegunda edición de la J3 League, La tercera división para equipos profesionales de Japón, desde su creación en 2013.

## Sistema de juego
El torneo se disputa en un formato de todos contra todos a ida y vuelta, de manera tal que cada equipo debe jugar un partido de local y uno de visitante contra sus otros diecinueve contrincantes. Una victoria se puntua con tres unidades, mientras que el empate vale un punto y la derrota, ninguno.
Para desempatar se utilizan los siguientes criterios:
1. Puntos
2. Diferencia de goles
3. Goles anotados
4. Resultados entre los equipos en cuestión
5. Desempate o sorteo

Los dos equipos con más puntos al final del campeonato ascenderán a la J2 League 2026-27. Los cuatro siguientes mejor ubicados disputan el play-off para determinar el tercer ascenso.
El último de la tabla de posiciones descenderá automáticamente a la Japan Football League, mientras que el anteúltimo disputará la promoción ante el subcampeón de la Japan Football League, siempre y cuando los ascendidos de este torneo tengan licencia para disputar la J3 League o no sean equipos filiales.

### Ascensos y Descensos
Las posiciones descenso a J3 League  fueron ocupadas por Tochigi que regresa al tercer nivel después de ocho años, Kagoshima United después de solo una temporada en segunda. Y Thespakusatsu Gunma que vuelve después de cinco temporadas en J2 League.
Los dos puestos de ascenso a J2, fueron ocupados por Red Bull Omiya Ardija equipo comprado recientemente por Red Bull regresa tras solo un año en J3 League, el segundo puesto fue ocupado por Imabari. Equipo debutante en J2 League, que disputará el Derby de Ehime ante Ehime FC por primera vez en segunda división. El último acceso será disputado en el play-off. Kataller Toyama (El cual busca su vuelta después de once años.), Matsumoto Yamaga (intenta regresar después de cuatro años), Fukushima United y FC Osaka (contendientes debutantes) son los clasificados, las semifinales ambos partidos acabaron 1-1 y por ende, Kataller Toyama y Matsumoto Yamaga disputaron la final. Kataller logró el ascenso después de once años, al de igular épicamente 2–2 ante Matsumoto, estaba perdiendo 0-2 y logró empatar al minuto 95 gracias a un gol de Shosei Usui . Mientras que el puesto de descenso directo desde J3 League a Japan Football League fue ocupado por Iwate Grulla Morioka, el cual desciende fuera de la J League por primera vez en la historia. En contraposición Tochigi City asciende al fútbol profesional por primera vez al salir campeón en la anteúltima jornada y aventajando a Kochi United en cuatro puntos. Por su parte Yokohama Sports & Culture Club disputará el play-out de descenso ante el subcapeón de la JFL, Kochi United. En caso de vencer Kochi. Será su primera participación en el fútbol profesional. Kochi United venció por un agregado de 1–3 y ascendió a la J League por primera vez en la historia, en tanto YSCC desciende por primera vez fuera de la J League.
| Pos  | Descendidos de la J2 League 2024 |
| ---- | -------------------------------- |
| 18.º | Tochigi SC                       |
| 19.º | Kagoshima United                 |
| 20.º | Thespakusatsu Gunma              |

| Pos | Ascendidos a la J2 League 2024 |
| --- | ------------------------------ |
| 1.º | Red Bull Omiya Ardija          |
| 2.º | FC Imabari                     |
| P.O | Kataller Toyama                |

| Pos        | Descendidos de la J3 League 2024 |
| ---------- | -------------------------------- |
| Play-out.º | Yokohama Sports and Culture Club |
| 20.º       | Iwate Grulla Morioka             |

| Pos      | Ascendidos de la Japan Football League 2024 |
| -------- | ------------------------------------------- |
| 1.º      | Tochigi City                                |
| Play-Out | Kochi United                                |

### Información
| Equipo              | Ciudad               | Estadio                         | Capacidad | Posición  |
| ------------------- | -------------------- | ------------------------------- | --------- | --------- |
| Azul Claro Numazu   | Numazu               | Ashita Stadium                  | 5 104     | J3 (13.º) |
| FC Ryukyu           | Naha (Okinawa)       | Estadio de Atletismo de Okinawa | 12 270    | J3 (17.º) |
| FC Gifu             | Gifu                 | Estadio Gifu Nagarawa           | 26 109    | J3 (8.º)  |
| FC Osaka            | Higashiōsaka (Osaka) | Hanazono Rugby Stadium          | 27 346    | J3 (5.º)  |
| Fukushima United    | Fukushima            | Toho Stadium                    | 18 500    | J3 (6.º)  |
| Gainare Tottori     | Tottori              | Axis Bird Stadium               | 16 033    | J3 (8.º)  |
| Giravanz Kitakyushu | Fukuoka              | Mikuni World Stadium Kitakyushu | 15 066    | J3 (20.º) |
| Kagoshima United    | Kagoshima            | Shiranami Stadium               | 12 606    | J2 (19.°) |
| Kamatamare Sanuki   | Kagawa               | Pikara Stadium                  | 30 099    | J3 (16.º) |
| Kochi United        | Kōchi                | Kochi Haruno Athletic Stadium   | 25 000    | JFL (2°)  |
| Nagano Parceiro     | Nagano               | Estadio de Nagano               | 15 491    | J3 (14.º) |
| Matsumoto Yamaga    | Matsumoto            | Estadio de Matsumoto            | 20 396    | J3 (4°)   |
| Nara Club           | Nara                 | Rohto Field Nara                | 30 600    | J3 (5.º)  |
| SC Sagamihara       | Sagamihara           | Sagamihara Stadium              | 15 300    | J3 (18.º) |
| Tegevajaro Miyazaki | Miyazaki             | Ichigo Miyazaki Stadium         | 5 397     | J3 (19.º) |
| Thespakusatsu Gunma | Maebashi             | Shoda Shoyu Stadium Gunma       | 15 253    | J2 (20°)  |
| Tochigi City FC     | Tochigi              | Tochigi Football Station        | 5 129     | JFL (1°.) |
| Tochigi SC          | Tochigi              | Kanseki Stadium Tochigi         | 25 240    | J2 (18°.) |
| Vanraure Hachinohe  | Hachinohe            | Prifoods Stadium                | 5 200     | J3 (7.º)  |
| Zweigen Kanazawa    | Ishikawa             | Estadio Ishikawa Kanazawa       | 20 000    | J3 (12.º) |

## Tabla de posiciones
Actualizado el 16 de agosto de 2025.
| Pos. | Equipo              | Pts. | PJ | G  | E | P  | GF | GC | Dif. | Ascenso o descenso                          |
| ---- | ------------------- | ---- | -- | -- | - | -- | -- | -- | ---- | ------------------------------------------- |
| 1    | Vanraure Hachinohe  | 49   | 23 | 15 | 4 | 4  | 32 | 15 | +17  | Ascenso a la J2 League 2026-27              |
| 2    | Tochigi City        | 45   | 23 | 13 | 6 | 4  | 35 | 22 | +13  | Ascenso a la J2 League 2026-27              |
| 3    | FC Osaka            | 44   | 23 | 13 | 5 | 5  | 35 | 18 | +17  | Clasificación al Play-off de Ascenso        |
| 4    | Kagoshima United    | 41   | 23 | 11 | 8 | 4  | 40 | 25 | +15  | Clasificación al Play-off de Ascenso        |
| 5    | Tegevajaro Miyazaki | 38   | 23 | 10 | 8 | 5  | 31 | 25 | +6   | Clasificación al Play-off de Ascenso        |
| 6    | Nara Club           | 37   | 23 | 10 | 7 | 6  | 30 | 25 | +5   | Clasificación al Play-off de Ascenso        |
| 7    | Giravanz Kitakyushu | 33   | 23 | 10 | 3 | 10 | 25 | 24 | +1   |                                             |
| 8    | Gainare Tottori     | 31   | 23 | 9  | 4 | 10 | 23 | 25 | −2   |                                             |
| 9    | Kochi United        | 31   | 23 | 8  | 7 | 8  | 33 | 37 | −4   |                                             |
| 10   | Matsumoto Yamaga    | 30   | 23 | 8  | 6 | 9  | 26 | 28 | −2   |                                             |
| 11   | Tochigi             | 29   | 23 | 8  | 5 | 10 | 20 | 23 | −3   |                                             |
| 12   | Fukushima United    | 28   | 23 | 7  | 7 | 9  | 37 | 49 | −12  |                                             |
| 13   | Thespakusatsu Gunma | 27   | 23 | 6  | 9 | 8  | 32 | 34 | −2   |                                             |
| 14   | Ryukyu              | 27   | 23 | 7  | 6 | 10 | 23 | 26 | −3   |                                             |
| 15   | Sagamihara          | 27   | 23 | 6  | 9 | 8  | 23 | 30 | −7   |                                             |
| 16   | Zweigen Kanazawa    | 26   | 23 | 7  | 5 | 11 | 25 | 30 | −5   |                                             |
| 17   | Nagano Parceiro     | 24   | 23 | 6  | 6 | 11 | 17 | 26 | −9   |                                             |
| 18   | Kamatamare Sanuki   | 21   | 23 | 5  | 6 | 12 | 22 | 29 | −7   |                                             |
| 19   | Gifu                | 20   | 23 | 4  | 8 | 11 | 25 | 37 | −12  | Disputa del play-out                        |
| 20   | Azul Claro Numazu   | 18   | 23 | 3  | 9 | 11 | 24 | 30 | −6   | Descenso a la Japan Football League 2026-27 |

 Fuente: https://www.jleague.co/standings/j3/2025/
Criterios de clasificación: 1) Puntos; 2) Gol diferencia; 3) Goles anotados; 4) Puntos en partidos directos; 5) Gol diferencia en partidos directos; 6) Goles anotados en partidos directos; 7) Puntos fair-play.

### Primera vuelta
| Tochigi City        | 2 – 1 | SC Sagamihara       | City Football Station     | 15 de febrero | 14:00 |
| Thespa Gunma        | 0 – 0 | FC Ryukyu           | Shoda Shuyu Gunma Stadium | 15 de febrero | 14:00 |
| Tegevajaro Miyazaki | 0 – 1 | Nagano Parceiro     | Estadio de Miyazaki       | 15 de febrero | 14:00 |
| Tochigi SC          | 1 – 0 | Kochi United SC     | Kanseki Stadium Tochigi   | 15 de febrero | 14:00 |
| Nara Club           | 2 – 2 | Fukushima United    | Rohto Field Stadium       | 15 de febrero | 14:00 |
| Azul Claro Numazu   | 3 – 0 | Gainare Tottori     | ASHITAKA Stadium          | 15 de febrero | 14:00 |
| FC Osaka            | 1 – 1 | FC Gifu             | Hazono Rugby Stadium      | 16 de Febrero | 15:00 |
| Kagoshima United    | 1 - 1 | Tegevajaro Miyazaki | Shiranami Stadium         | 16 de Febrero | 15:00 |
| Giravanz Kitakyushu | 1 - 2 | Matsumoto Yamaga    | Minami World Stadium      | 26 de Abril   | 14:00 |
| Vanraure Hachinohe  | 2 - 0 | Zweigen Kanazawa    | Estadio de Hachinohe      | 27 de Abril   | 13:00 |

| Thespa Gunma        | 2 – 0 | Tochigi City       | Shoda Shoyu Gunma Stadium       | 23 de febrero | 14:00 |
| Giravanz Kitakyushu | 2 - 0 | Nagano Parceiro    | Mikuni World Stadium Kitakyushu | 23 de febrero | 14:00 |
| Sagamihara          | 1 – 0 | Tochigi SC         | Sagamihara GION Stadium         | 23 de febrero | 14:00 |
| Ryukyu              | 0 – 1 | FC Osaka           | Estadio de Atletismo de Okinawa | 23 de febrero | 14:00 |
| Kochi United        | 0 – 0 | Gainare Tottori    | Haruno Stadium                  | 23 de Febrero | 14:00 |
| Tegevajaro Miyazaki | 3 – 1 | Fukushima United   | Estadio de Miyazaki             | 23 de Febrero | 14:00 |
| Kamatamare Sanuki   | 2 - 0 | Nara Club          | Pikara Stadium                  | 23 de Febrero | 14:00 |
| Gifu                | 0 - 1 | Vanraure Hachinohe | Estadio de Gifu                 | 23 de Febrero | 14:00 |
| Azul Claro Numazu   | 1 - 1 | Matsumoto Yamaga   | Ashitaka Stadium                | 23 de Febrero | 14:00 |
| Kagoshima United    | 1 - 2 | Zweigen Kanazawa   | Shiranami Stadium               | 23 de Febrero | 14:00 |

| Tochigi City      | 0 – 0 | Azul Claro Numazu   | Tochigi Football Station        | 1 de Marzo | 14:00 |
| Nara Club         | 2 - 0 | Matsumoto Yamaga    | Rohto Field Stadium             | 1 de Marzo | 14:00 |
| Gifu              | 2 – 1 | Giravanz Kitakyushu | Nagarawa Stadium                | 1 de Marzo | 14:00 |
| Ryukyu            | 0 – 1 | Fukushima United    | Estadio de Atletismo de Okinawa | 1 de Marzo | 14:00 |
| Sagamihara        | 0 – 2 | Kagoshima United    | Sagamihara GION Stadium         | 1 de Marzo | 14:00 |
| Gainare Tottori   | 1 - 1 | Vanraure Hachinohe  | AXIS Bird Stadium               | 1 de Marzo | 14:00 |
| Kamatamare Sanuki | 1 - 1 | Zweigen Kanazawa    | Pikara Stadium                  | 1 de Marzo | 14:00 |
| Gifu              | 0 - 1 | Vanraure Hachinohe  | Estadio de Gifu                 | 1 de Marzo | 14:00 |
| Kochi United      | 1 - 2 | FC Osaka            | Haruno Stadium                  | 1 de Marzo | 14:00 |
| Tochigi SC        | 1 - 2 | Tegevajaro Miyazaki | Kanseki Stadium Tochigi         | 1 de Marzo | 14:00 |

| Fukushima United    | 4 - 3 | Gifu             | Toho Stadium             | 8 de Marzo | 13:00 |
| Nagano Parceiro     | 1 - 2 | Tochigi City     | Minami Nagano Stadium    | 8 de Marzo | 13:00 |
| Giravanz Kitakyushu | 2 – 0 | Katamare Sanuki  | Minami World Cup Stadium | 8 de Marzo | 13:00 |
| Osaka FC            | 1 – 0 | Gainare Tottori  | Hazuno Rugby Stadium     | 8 de Marzo | 13:00 |
| 'Nara Club          | 2 – 1 | Ryukyu           | Rohto Field Stadium      | 8 de Marzo | 13:00 |
| Kagoshima United    | 5 - 2 | Thespa Gunma     | Shiranami Stadium        | 8 de Marzo | 13:00 |
| Zweigen Kanazawa    | 1 - 2 | Koch United      | Ishikawa Stadium         | 8 de Marzo | 13:00 |
| Vanraure Hachinohe  | 1 - 2 | SC Sagamihara    | Estadio de Hachinohe     | 8 de Marzo | 13:00 |
| Tegevajaro Miyazaki | 0 -0  | Matsumoto Yamaga | Estadio de Miyazaki      | 8 de Marzo | 13:00 |
| Azul Claro Numazu   | 0 - 0 | Tochigi          | Ashitaka Stadium         | 8 de Marzo |       |

| Kochi United        | 2 – 2 | Kagoshima United    | Haruno Athletic Stadium     | 15 de Marzo | 14:00 |
| Giravanz Kitakyushu | 1 - 0 | Vanraure Hachinohe  | Mikuni World Soccer Stadium | 15 de Marzo | 14:00 |
| Sagamihara          | 1 - 1 | Nara Club           | Sagamihara GION Stadium     | 15 de Marzo | 14:00 |
| Kamatamare Sanuki   | 1 – 0 | Ryukyu              | Pikara Stadium              | 15 de Marzo | 14:00 |
| Thespa Gunma        | 2 - 0 | Gainare Tottori     | Shoda Shoyu Stadium         | 16 de Marzo | 14:00 |
| Tochigi City        | 3 - 2 | Tegevajaro Miyazaki | Tochigi Football Station    | 16 de Marzo | 14:00 |
| Tochigi SC          | 1 - 0 | FC Osaka            | Kanseki Stadium Tochigi     | 16 de Marzo | 14:00 |
| Gifu                | 1 - 2 | Zweigen Kanazawa    | Estadio de Gifu             | 16 de Marzo | 19:30 |
| Fukushima United    | 1 - 1 | Azul Claro Numazu   | Toho Stadium                | 23 de abril | 19:00 |
| Matsumoto Yamaga    | 2 - 2 | Nagano Parceiro     | Estadio de Nagano           | 14 de Mayo  | 19:00 |

| Vanraure Hachinohe | 3 - 2 | Kochi United        | Estadio de Hachinohe            | 23 de Marzo | 13:00 |
| Kamatamare Sanuki  | 0 - 1 | Tochigi City        | Pikara Stadium                  | 23 de Marzo | 14:00 |
| Nagano Parceiro    | 2 – 0 | Fukushima United    | Estadio Minami Nagano           | 23 de Marzo | 14:00 |
| Azul Claro Numazu  | 0 – 1 | Tegevajaro Miyazaki | Ashitaka Stadium                | 23 de Marzo | 14:00 |
| Matsumoto Yamaga   | 2 – 0 | Sagamihara          | Sagamihara GION Stadium         | 23 de Marzo | 14:00 |
| Gainare Tottori    | 3 - 0 | Gifu                | AXIS Bird Stadium               | 23 de Marzo | 14:00 |
| Nara               | 3 - 1 | Thespa Gunma        | Rohto Field Stadium             | 23 de Marzo | 14:00 |
| FC Osaka           | 1 - 0 | Zweigen Kanazawa    | Hazono Rugby Stadium            | 23 de Marzo | 14:00 |
| Kagoshima United   | 1 - 0 | Giravanz Kitakyushu | Shiranami Stadium               | 23 de Marzo | 14:00 |
| Ryukyu             | 2 - 1 | Tochigi             | Estadio de Atletismo de Okinawa | 23 de Marzo | 14:00 |

| Gifu                | 1 - 1 | Matsumoto Yamaga    | Estadio de Gifu          | 29 de Marzo | 14:00 |
| Zweigen Kanazawa    | 3 - 1 | Nagano Parceiro     | Ishikawa Stadium         | 30 de Marzo | 14:00 |
| Vanraure Hachinohe  | 1 - 1 | Nara Club           | Estadio de Hachinohe     | 30 de Marzo | 14:00 |
| Sagamihara          | 1 – 1 | Kamatamare Sanuki   | Sagamihara GION Stadium  | 30 de Marzo | 14:00 |
| Fukushima United    | 3 – 0 | Gainare Tottori     | Toho Stadium             | 30 de Marzo | 14:00 |
| Kochi United        | 1 - 1 | Ryukyu              | Kochi Haruno Stadium     | 30 de Marzo | 14:00 |
| Tochigi             | 1 - 1 | Tochigi City        | Kanseki Football Stadium | 30 de Marzo | 14:00 |
| Thespa Gunma        | 0 - 2 | Giravanz Kitakyushu | Shoda Shoyu Stadium      | 30 de Marzo | 14:00 |
| Tegevajaro Miyazaki | 1 - 1 | Kagoshima United    | Estadio de Miyazaki      | 30 de Marzo | 14:00 |
| FC Osaka            | 3 - 1 | Azul Claro Numazu   | Hazono Rugby Stadium     | 30 de Marzo | 14:00 |

| Matsumoto Yamaga    | 0 - 5 | Kochi United        | Estadio de Matsumoto              | 5 de Abril | 13:00 |
| Thespa G            | 0 - 0 | Tegevajaro Miyazaki | Shoda Shoyu Stadium               | 5 de Abril | 13:00 |
| Giravanz Kitakyushu | 1 - 0 | FC Osaka            | Minami World Cup Stadium          | 5 de Abril | 13:00 |
| Nara Club           | 1 - 1 | Gifu                | Rohto Field Stadium               | 5 de Abril | 13:00 |
| Ryukyu              | 2 - 0 | Sagamihara          | Estadio de Atletismo de Okinawa   | 5 de Abril | 17:00 |
| Nagano Parceiro     | 1 - 3 | Kagoshima United    | Minami Nagano Sports Park Stadium | 6 de Abril | 13:00 |
| Tochigi SC          | 0 - 1 | Vanraure Hachinohe  | Kanseki Stadium Tochigi           | 6 de Abril | 14:00 |
| Azul Claro Numazu   | 1 - 1 | Kamatamare Sanuki   | Ashitaka Stadium                  | 6 de Abril | 14:00 |
| Gainare Tottori     | 1 - 1 | Zweigen Kanazawa    | AXIS Bird Stadium                 | 6 de Abril | 14:00 |
| Tochigi City        | 2 - 2 | Fukushima United    | Tochigi Football Station          | 6 de Abril | 14:00 |

| Tegevajaro Miyazaki | 2 - 1  | Gainare Tottori     | Estadio de Miyazaki     | 12 de abril | 14:00 |
| Fukushima United    | 1 - 0  | Giravanz Kitakyushu | Toho Stadium            | 12 de abril | 14:00 |
| FC Osaka            | 1 - 0. | Vanraure Hachinohe  | Hazon Rugby STadoum     | 12 de abril | 14:00 |
| Kagoshima United    | 1 - 1  | Azul Claro Numazu   | Shiranami Stadium       | 13 de Abril | 13:00 |
| Nagano Parceiro     | 1 - 1  | Ryukyu              | Minami Nagano Stadium   | 13 de Abril | 13:00 |
| Zweigen Kanazawa    | 2 - 1  | Nara Club           | Estadio de Ishikawa     | 13 de Abril | 14:00 |
| Sagamihara          | 1 - 1  | Kutsatsu            | Sagamihara GION Stadium | 13 de Abril | 14:00 |
| Kochi United        | 0 - 5  | Tochigi City        | Kochi Haruno Stadium    | 13 de Abril | 14:00 |
| Kamatamare Sanuki   | 0 - 2  | Matsumoto Yamaga    | Pikara Stadium          | 13 de Abril | 14:00 |
| Gifu                | 0 - 1  | Tochigi             | Estadio de Gifu         | 13 de Abril | 14:00 |

| FC Osaka            | 4 - 3 | Kusatsu Gunma       | Hazono Rugby Stadium            | 18 de Abril | 14:00 |
| Nara                | 1 - 0 | Azul Claro Numazu   | Rohto Field Stadium             | 19 de Abril | 14:00 |
| Fukushima United    | 3 - 4 | Kochi United        | Toho Stadium                    | 20 de Abril | 13:00 |
| Vanraure Hachinohe  | 1 - 0 | Nagano Parceiro     | Estadio de Hachinohe            | 20 de Abril | 13:00 |
| Gifu                | 1 - 0 | Kamatamre Sanuki    | Estadio de Gifu                 | 20 de Abril | 14:00 |
| Gainare Tottori     | 0 - 0 | Kagoshima United    | AXIS Bird Stadium               | 20 de Abril | 14:00 |
| Giravanz Kitakyushu | 1 - 1 | Sagamihara          | Minami World Club Stadium       | 20 de Abril | 14:00 |
| Matsumoto Yamaga    | 0 - 1 | Tochigi City        | Estadio de Matsumoto            | 20 de Abril | 14:00 |
| Tochigi             | 0 - 1 | Zweigen Kanazawa    | Kanseki Stadium Tochigi         | 20 de Abril | 14:00 |
| Ryukyu              | 1 - 1 | Tegevajaro Miyazaki | Estadio de Atletismo de Okinawa | 20 de Abril | 17:00 |

| Kagoshima United    | 1 - 2 | Nara CLub          | Shiranami Stadium        | 3 de Mayo | 14:00 |
| Thespa Gunma        | 1 - 1 | Gifu               | Shodu Shoya Stadium      | 3 de Mayo | 14:00 |
| Giravanz Kitakyushu | 0 - 0 | Tochigi FC         | Minami World Cup Stadium | 3 de Mayo | 14:00 |
| Tochigi City        | 2 - 1 | Osaka              | Tochigi Football Station | 3 de Mayo | 14:00 |
| Gainare Tottori     | 2 - 0 | Ryukyu             | AXIS Bird Stadium        | 3 de Mayo | 14:00 |
| Azul CLaro Numazu   | 0 - 1 | Vanraure Hachinohe | Ashitaka Stadium         | 3 de Mayo | 14:00 |
| Kamatamare Sanuki   | 1 - 2 | Fukushima United   | Pikara Stadium           | 3 de Mayo | 14:00 |
| Tegevajaro Miyazaki | 3 - 2 | Kochi United       | Estadio de Miyazaki      | 3 de Mayo | 14:00 |
| Matsumoto Yamaga    | 2 - 1 | Zweigen Kanazawa   | Estadio de Matsumoto     | 3 de Mayo | 15:00 |
| Nagano Parceiro     | 1 - 1 | Sagamihara         | Estadio de Nagano        | 3 de Mayo | 18:00 |

| Kagoshima United    | 5 - 0 | Fukushima United    | Shiranami Stadium               | 17 de Mayo | 14:00 |
| Nara Club           | 0 - 0 | Tochigi             | Rohto Filed Stadium             | 17 de Mayo | 14:00 |
| Tochigi City        | 1 - 0 | Gifu                | Tochigi Football Station        | 17 de Mayo | 14:00 |
| Thespa Gunma        | 2 - 2 | Kochi United        | Shoda Shoyu Stadium             | 17 de Mayo | 14:00 |
| Tegevajaro Miyazaki | 1 - 1 | Zweigen Kanazawa    | Uniliever Stadium               | 17 de Mayo | 14:00 |
| Ryukyu              | 0 - 1 | Giravanz Kitakyushu | Estadio de Atletismo de Okinawa | 17 de Mayo | 14:00 |
| Matsumoto Yamaga    | 1 - 0 | Gainare Tottori     | Estadio de Matsumoto            | 18 de Mayo | 14:00 |
| Sagamihara          | 1 - 2 | FC Osaka            | Sagamihara GION Stadium         | 18 de Mayo | 14:00 |
| Azul Claro Numazu   | 0 - 0 | Nagano Parceiro     | Ashitaka Stadium                | 18 de Mayo | 14:00 |
| Kamatamare Sanuki   | 2 - 1 | Vanraure Hachinohe  | Pikara Stadium                  | 18 de Mayo | 14:00 |

| FC Osaka            | 3 - 0 | Kagoshima United    | Hazono Rugby Stadium     | 31 de Mayo | 14:00 |
| Kusatsu             | 0 - 0 | Azul Claro Numazu   | Shoyu Stadium            | 31 de Mayo | 14:00 |
| Nagano Parceiro     | 1 - 0 | Nara Club           | Minami Nagano Stadium    | 31 de Mayo | 14:00 |
| Giravanz Kitakyushu | 1 - 1 | Tegevajaro Miyazaki | Minami World Cup Stadium | 31 de Mayo | 14:00 |
| Gainare Tottori     | 1 - 0 | Tochigi City        | AXIS Birds Stadium       | 31 de Mayo | 14:00 |
| Tochigi             | 1 - 0 | Kamatamare Sanuki   | Kanseki Football Stadium | 31 de Mayo | 14:00 |
| Fukushima United    | 3 - 3 | Sagamihara          | Toho Stadium             | 1 de Julio | 14:00 |
| Zweigen Kanazawa    | 1 - 2 | Ryukyu              | Ishikawa Stadium         | 1 de Julio | 14:00 |
| Vanraure Hachinohe  | 2 - 0 | Matsumoto Yamaga    | Prifoods Stadium         | 1 de Julio | 14:00 |
| Gifu                | 1 - 1 | Kochi United        | Estadio de Gifu          | 1 de Julio | 19:00 |

| Matsumoto Yamaga    | 1 - 2 | Fukushima United    | Estadio de Matsumoto     | 7 de Junio | 14:00 |
| Kamatamare Sanuki   | 0 - 3 | FC Osaka            | Pikara Stadium           | 7 de Junio | 14:00 |
| Kagoshima United    | 3 - 2 | Gifu                | Estadio Shiranami        | 7 de Junio | 18:00 |
| Tochigi             | 0 - 1 | Thespa Gunma        | Kanseki Stadium Tochigi  | 7 de Junio | 19:00 |
| Tegevajaro Miyazaki | 4 - 2 | Sagamihara          | Estadio de Miyazaki      | 7 de Junio | 19:00 |
| Vanraure Hahinohe   | 1 - 0 | Ryukyu              | Estadio de Hachinohe     | 8 de Junio | 13:00 |
| Tochigi City        | 1 - 0 | Giravanz Kitakyushu | Tochigi Football Station | 8 de Junio | 14:00 |
| Azul Claro Numazu   | 3 - 1 | Zweigen Kanazawa    | Ashitaka Stadium         | 8 de Junio | 14:00 |
| Kochi United        | 3 - 2 | Nara Club           | Haruno Athletic Stadium  | 8 de Junio | 14:00 |
| Gainare Tottori     | 2 - 0 | Nagano Parceiro     | AXIS Bird Stadium        | 8 de Junio | 14:00 |

| Giravanz Kitakyushu | 1 - 0 | Azul Claro Numazu  | Mikunu World Stadium            | 14 de Junio | 14:00 |
| Nara Club           | 1 - 0 | Gainare Tottori    | Rohto Field Stadium             | 14 de Junio | 15:00 |
| Nagano Parceiro     | 1 - 2 | Gifu               | Minami Nagano Stadium           | 14 de Junio | 15:00 |
| Sagamihara          | 0 - 0 | Kochi United       | Estadio Sagamihara GION         | 14 de Junio | 17:00 |
| Zweigen Kanazawa    | 1 - 2 | Tochigi City       | Estadio de Ishikawa             | 14 de Junio | 18:00 |
| Kagoshima United    | 0 - 0 | Vanraure Hachinohe | Estadio Shiranami               | 14 de Junio | 18:00 |
| Ryukyu              | 0 - 3 | Matsumoto Yamaga   | Estadio de Atletismo de Okinawa | 14 de Junio | 18:00 |
| Tegevajaro Miyazaki | 0 - 0 | FC Osaka           | Estadio de Miyazaki             | 14 de Junio | 19:00 |
| Fukushima United    | 2 - 2 | Tochigi SC         | Estadio de Toho                 | 15 de Julio | 16:00 |
| Thespa Gunma        | 3 - 3 | Kamatamare Sanuki  | Shoda Shoyu Stadium             | 15 de Julio | 19:00 |

| Kochi United       | 3 - 2 | Giravanz Kitakyushu | Estadio Kochi Haruno  | 21 de Junio | 14:00 |
| Kamatamare Sanuki  | 0 - 1 | Nagano Parceiro     | Estadio Pikara        | 21 de Junio | 14:00 |
| Nara Club          | 2 - 1 | Tochigi City        | Rohto Field Stadium   | 21 de Junio | 18:00 |
| Zweigen Kanazawa   | 0 - 0 | Sagamihara          | Estadio de Ishikawa   | 21 de Junio | 18:00 |
| Azul Claro Numazu  | 0 - 2 | Ryukyu              | Ashitaka Stadium      | 21 de Junio | 18:00 |
| Matsumoto Yamaga   | 1 - 1 | Kagoshima United    | Estadio de Matsumoto  | 21 de Junio | 18:00 |
| Gainare Tottori    | 2 - 1 | Tochigi             | AXIS Bird Stadium     | 21 de Junio |       |
| Gifu               | 2 - 3 | Tegevajaro Miyazaki | Estadio Gifu Nagarawa | 21 de Junio |       |
| Vanraure Hachinohe | 2 - 0 | Thespa Gunma        | Estadio de Hachinohe  |             |       |
| FC Osaka           | 7 - 1 | Fukushima United    | Estadio Hazono Rugby  |             |       |

| Fukushima United    | 0 - 1 | Vanraure Hachinohe | Estadio de Toho                 | 27 de Junio | 13:00 |
| Giravanz Kitakyushu | 1 - 2 | Gainare Tottori    | Mikuni World Cup Stadium        | 28 de Junio | 18:00 |
| Sagamihara          | 3 - 1 | Azul Claro Numazu  | Estadio Sagamihara GION         | 28 de Junio | 18:00 |
| Tochigi City        | 2 - 1 | Kagoshima United   | Tochigi Football Station        | 28 de Junio | 18:00 |
| Ryukyu              | 1 - 0 | Gifu               | Estadio de Atletismo de Okinawa | 28 de Junio | 18:00 |
| Tegevajaro Miyazaki | 1 - 0 | Kamatamare Sanuki  | Estadio de Miyazaki             | 28 de Junio | 19:00 |
| Thespa Gunma        | 0 - 1 | Zweigen Kanazawa   | Shodo Shoyu Stadium             | 28 de Junio | 19:00 |
| Tochigi             | 3 - 1 | Matsumoto Yamaga   | Kanseki Stadium Tochigi         | 28 de Junio | 19:00 |
| Kochi United        | 1 - 0 | Nagano Parceiro    | Kochi Haruno Stadium            | 29 de Junio | 19:00 |
| FC Osaka            | 1 - 1 | Nara Club          | Hazono Rugby Stadium            | 30 de Junio | 19:00 |

| Azul Claro Numazu  | 4 - 0 | Kochi United        | Ashitaka Stadium           | 5 de Julio | 18:00 |
| Nara Club          | 4 - 0 | Giravanz Kitakyushu | Rohto Field Stadium        | 5 de Julio | 18:00 |
| Zweigen Kanazawa   | 2 - 1 | Fukushima United    | Estadio de Ishikawa        | 5 de Julio | 18:00 |
| Tochigi City       | 3 - 2 | Ryukyu              | Tochigi Football Stadium   | 5 de Julio | 18:00 |
| Matsumoto Yamaga   | 1 - 3 | Thespa Gunma        | Estadio de Matsumoto       | 5 de Julio | 18:00 |
| Vanraure Hachinohe | 2 - 1 | Tegevajaro Miyazaki | Estadio de Hachinohe       | 5 de Julio | 18:30 |
| Kagoshima United   | 1 - 0 | Tochigi             | Estadio Shiranami          | 5 de Julio | 19:00 |
| Gainare Tottori    | 1 - 0 | Kamatamare Sanuki   | AXIS Bird Stadium          | 5 de Julio | 19:00 |
| Nagano Parceiro    | 0 - 0 | FC Osaka            | Estadio Minami Nagano Park | 6 de Julio | 18:00 |
| Gifu               | 1 - 1 | Sagamihara          | Estadio Gifu Nagarawa      | 6 de Julio | 19:00 |

### Segunda vuelta
| \| Kochi United \| 1 - 1 \| Zweigen Kanazawa \| Kochi Haruno Stadium \| 12 de Julio \| 18:00 \| \| Giravanz Kitakyushu \| 1 - 3 \| Tochigi City \| Mikuni World Stadium \| 12 de Julio \| 18:00 \| \| Kamatamare Sanuki \| 4 - 1 \| Tochigi \| Estadio Pikara \| 12 de Julio \| 18:00 \| \| Sagamihara \| 0 - 1 \| Fukushima United' \| Sagamihara GION Stadium \| 12 de Julio \| 18:00 \| \| Matsumoto Yamaga \| 3 - 0 \| Nara \| Estadio de Matsumoto \| 12 de Julio \| 18:00 \| \| Azul Claro Numazu \| 0 - 0 \| Kagoshima United \| Estadio Ashitaka \| 12 de Julio \| 18:00 \| \| FC Osaka \| 0 - 0 \| Tegevajaro Miyazaki \| Estadio Hazono Rugby \| 12 de Julio \| 18:00 \| \| Vanraure Hachinohe \| 5 - 1 \| Gifu \| Estadio de Hachinohe \| 12 de Julio \| 18:30 \| \| Thespa Gunma \| 0 - 0 \| Nagano Parceiro \| Shoda Soyu Stadium \| 12 de Julio \| 19:00 \| \| Ryukyu \| 1 - 0 \| Gainare Tottori \| Estadio de Atletismo de Okinawa \| 12 de Julio \| 19:00 \| |           |                     |                                 |             |       |
| Jornada 20 |           |                     |                                 |             |       |
| Local | Resultado | Visitante           | Estadio                         | Fecha       | Hora  |
| Kochi United | 1 - 1     | Zweigen Kanazawa    | Kochi Haruno Stadium            | 12 de Julio | 18:00 |
| Giravanz Kitakyushu | 1 - 3     | Tochigi City        | Mikuni World Stadium            | 12 de Julio | 18:00 |
| Kamatamare Sanuki | 4 - 1     | Tochigi             | Estadio Pikara                  | 12 de Julio | 18:00 |
| Sagamihara | 0 - 1     | Fukushima United'   | Sagamihara GION Stadium         | 12 de Julio | 18:00 |
| Matsumoto Yamaga | 3 - 0     | Nara                | Estadio de Matsumoto            | 12 de Julio | 18:00 |
| Azul Claro Numazu | 0 - 0     | Kagoshima United    | Estadio Ashitaka                | 12 de Julio | 18:00 |
| FC Osaka | 0 - 0     | Tegevajaro Miyazaki | Estadio Hazono Rugby            | 12 de Julio | 18:00 |
| Vanraure Hachinohe | 5 - 1     | Gifu                | Estadio de Hachinohe            | 12 de Julio | 18:30 |
| Thespa Gunma | 0 - 0     | Nagano Parceiro     | Shoda Soyu Stadium              | 12 de Julio | 19:00 |
| Ryukyu | 1 - 0     | Gainare Tottori     | Estadio de Atletismo de Okinawa | 12 de Julio | 19:00 |

| Kamatamare Sanuki   | 1 - 2 | Kochi United        | Estadio Pikara           | 19 de Julio | 18:00 |
| Nagano Parceiro     | 1 - 0 | Matsumoto Yamaga    | Estadio de Nagano        | 19 de Julio | 18:00 |
| Tochigi City        | 1 - 1 | Kusatsu Gunma       | Tochigi Football Station | 19 de Julio | 18:00 |
| Gainare Tottori     | 4 - 3 | Azul Claro Numazu   | AXIS Bird Stadium        | 19 de Julio | 19:00 |
| Zweigen Kanazawa    | 0 - 1 | Vanraure Hachinohe  | Estadio de Ishikawa      | 19 de Julio | 19:00 |
| Fukushima United    | 3 - 3 | Ryukyu              | Estadio de Toho          | 20 de Julio |       |
| Tochigi             | 1 - 2 | 'Sagamihara         | Kanseki Football Stadium | 20 de Julio | 19:00 |
| Tegevajaro Miyazaki | 1 - 3 | Giravanz Kitakyushu | Estadio de Miyazaki      | 21 de Julio | 19:00 |
| Gifu                | 1 - 1 | Nara                | Estadio Gifu Nagarawa    | 21 de Julio | 19:00 |
| Kagoshima United    | 2 - 1 | FC Osaka            | Estadio Shiranami        | 21 de Julio | 19:00 |

| Kochi United       | 1 - 0 | Fukushima United    | Estadio Kochi Haruno            | 26 de Julio | 18:00 |
| Sagamihara         | 1 - 0 | Tegevajaro Miyazaki | Estadio Sagamihara GION         | 26 de Julio | 18:00 |
| Nara Club          | 2 - 1 | Zweigen Kanazawa    | Estadio Rohto Field             | 26 de Julio | 18:00 |
| Ryukyu             | 2 - 0 | Nagano Parceiro     | Estadio de Atletismo de Okinawa | 26 de Julio | 18:00 |
| Azul Claro Numazu  | 1 - 3 | Giravanz Kitakyushu | Estadio Ashitaka                | 26 de Julio | 18:00 |
| Tochigi City       | 0 - 1 | Tochigi             | Tochigi Football Station        | 26 de Julio | 18:00 |
| Matsumoto Yamaga   | 1 - 0 | Gifu                | Estadio de Matsumoto            | 26 de Julio | 18:00 |
| FC Osaka           | 2 - 1 | Kamatamare Sanuki   | Estadio Hazono Rugby            | 26 de Julio | 18:00 |
| Vanraure Hachinohe | 3 - 2 | Gainare Tottori     | Estadio de Hachinohe            | 26 de Julio | 18:30 |
| Kusatsu Gunma      | 2 - 3 | Kagoshima United    | Estadio Shodu Shoya             | 26 de Julio | 19:00 |

| Kamatamare Sanuki   | 1 - 1 | Gifu                | Estadio Pikara           | 16 de Agosto | 18:00 |
| Giravanz Kitakyushu | 0 - 1 | Nara                | Estadio Mikuni World Cup | 16 de Agosto | 18:00 |
| Fukushima United    | 2 - 2 | Tochigi City        | Estadio de Toho          | 16 de Agosto | 18:00 |
| Nagano Parceiro     | 0 - 1 | Vanraure Hachinohe  | Estadio de Nagano        | 16 de Agosto | 18:00 |
| Thespa Gunma        | 2 - 0 | FC Osaka            | Estadio Shodu Shoya      | 16 de Agosto | 19:00 |
| Kagoshima United    | 3 - 0 | Sagamihara          | Estadio Shiranami        | 16 de Agosto | 19:00 |
| Tochigi             | 3 - 2 | Azul Claro Numazu   | Estadio Kanseki Tochigi  | 16 de Agosto | 19:00 |
| Matsumoto Yamaga    | 1 - 1 | Ryukyu              | Estadio de Matsumoto     | 16 de Agosto | 19:00 |
| Zweigen Kanazawa    | 2 - 3 | Tegevajaro Miyazaki | Estadio de Ishikawa      | 16 de Agosto | 19:00 |
| Gainare Tottori     | 1 - 0 | Kochi United        | Estadio AXIS Bird        | 16 de Agosto | 19:00 |

| Ryukyu              | VS. | Kamatamare Sanuki   | Estadio de Atletismo de Okinawa | 23 de Agosto | 18:00 |
| Nara Club           | VS. | Kochi United        | Estadio Rohto Field             | 23 de Agosto | 18:00 |
| Sagamihara          | VS. | Giravanz Kitakyushu | Estadio Sagamihara GION         | 23 de Agosto | 18:00 |
| Tochigi City        | VS. | Zweigen Kanazawa    | Tochigi Football Station        | 23 de Agosto | 18:00 |
| Vanraure Hachinohe  | VS. | FC Osaka            | Estadio de Hachinohe            | 23 de Agosto | 18:30 |
| Gainare Tottori     | VS. | Matsumoto Yamaga    | Estadio AXIS Bird               | 23 de Agosto | 18:30 |
| Tegevajaro Miyazaki | VS. | Azul Claro Numazu   | Estadio de Miyazaki             | 23 de Agosto | 19:00 |
| Thespa Gunma        | VS. | Tochigi             | Estadio Shodu Shoya             | 23 de Agosto | 19:00 |
| Gifu                | VS. | Fukushima United    | Estadio Gifu Nagarawa           | 24 de Agosto | 19:00 |
| Kagoshima United    | VS. | Nagano Parceiro     | Estadio Shiranami               | 24 de Agosto | 19:00 |

| Nagano Parceiro   | VS. | Giravanz Kitakyushu | Estadio de Nagano       | 30 de Agosto | 18:00 |
| Azul Claro Numazu | VS. | Tochigi City        | Estadio Ashitaka        | 30 de Agosto | 18:00 |
| FC Osaka          | VS. | Sagamihara          | Estadio Hazono Rugby    | 30 de Agosto | 18:00 |
| Fukushima United  | VS. | Kagoshima United    | Estadio de Toho         | 30 de Agosto | 18:00 |
| Kochi United      | VS. | Tegevajaro Miyazaki | Estadio Kochi Haruno    | 30 de Agosto | 18:00 |
| Matsumoto Yamaga  | VS. | Vanraure Hachinohe  | Estadio de Matsumoto    | 30 de Agosto | 18:00 |
| Gifu              | VS. | Ryukyu              | Estadio Gifu Nagarawa   | 30 de Agosto | 19:00 |
| Tochigi           | VS. | Nara Club           | Estadio Kanseki Tochigi | 30 de Agosto | 19:00 |
| Zweigen Kanazawa  | VS. | Gainare Tottori     | Estadio de Ishikawa     | 30 de Agosto | 19:00 |
| Kamatamare Sanuki | VS. | Thespa Gunma        | Estadio Pikara          | 31 de Agosto | 18:00 |

## Play-Off
En la temporada 2025 se aplicó el formato habitual. El play-off se disputó a partir de la fase de semifinales, donde los enfrentamientos estaban previamente determinados. Basado en las posiciones de J3 al final de la temporada regular: el equipo tercero jugó contra el sexto, mientras que el cuarto jugó contra el quinto. Los ganadores de las semifinales jugaron la final del play-off, siendo el ganador el ascendido a la J2 League.
En caso de empate en cualquiera de los partidos del play-off, el equipo con la mejor clasificación se clasificó para la siguiente fase. El orden de colocación actualmente fue: J3 3.º, 4.º, 5.º y 6.º lugar.
Para la temporada 2025, tres equipos ascendieron a la J2 League 2026-27. 
|  | Semifinales | Semifinales | Semifinales |  |  | Final | Final | Final |  |
|  | TBA         | TBA         | TBA         |  |  | TBA   | TBA   | TBA   |  |
|  |             |             |             |  |  |       |       |       |  |
|  |             |             |             |  |  |       |       |       |  |
|  | 3           | Puesto 3    |             |  |  |       |       |       |  |
|  | 3           | Puesto 3    |             |  |  |       |       |       |  |
|  | 6           | Puesto 6    |             |  |  |       |       |       |  |
|  | 6           | Puesto 6    |             |  |  |       |       |       |  |
|  |             |             |             |  |  |       |       |       |  |
|  |             |             |             |  |  |       |       |       |  |
|  | 4           | Puesto 4    |             |  |  |       |       |       |  |
|  | 4           | Puesto 4    |             |  |  |       |       |       |  |
|  | 5           | Puesto 5    |             |  |  |       |       |       |  |
|  | 5           | Puesto 5    |             |  |  |       |       |       |  |
|  |             |             |             |  |  |       |       |       |  |

#### Semifinales
| TBA | Puesto 3 | VS. | Puesto 6 |  |  |
| TBA |          |     |          |  |  |

| TBA | Puesto 4 | VS. | Puesto 5 |  |  |
| TBA |          |     |          |  |  |

#### Final
| TBA | Ganador PO1 | VS. | Ganador PO2 |  |  |
| TBA |             |     |             |  |  |

## Play-off de descenso
Los partidos sólo se disputarán en caso de que el segundo o tercero de la Japan Football League posea una licencia de la J League. (Los equipos que actualmente poseen una licencia J League son Criacao Shinjuku, Iwate Grulla Morioka, Reilac Shiga, ReinMeer Aomori,  Veertien Mie, Verspah Oita y YSCC Yokohama.) En caso de que el campeón de la JFL no posea licencia, el decimonoveno de J3 quedara absuelto de jugar la promoción, por lo que la disputará el vigésimo ante el segundo o el tercero; en caso de que ni el campeón ni el subcampeón posean licencia el partido no se disputará. Los play-offs seran a doble partido.
| ida; diciembre de 2025 | Puesto 2 | vs. | Puesto 19 |  |  |

| vuelta; diciembre de 2025 | Puesto 19 | vs. | Puesto 2 |  |  |

### Goleadores
| Puesto | Jugador          | Equipo              | Goles |
| ------ | ---------------- | ------------------- | ----- |
| 1      | Keigo Hashimoto  | Tegevajaro Miyazaki | 11    |
| 1      | Kokoro Kobayashi | Kochi United        | 10    |